# リチャードソン・ヴィアノ
リチャードソン・ヴィアノ（Richardson Viano、2002年8月16日 - ）は、ハイチのアルペンスキー選手。タバー出身。

## 来歴
彼はハイチ生まれで、1年半を孤児院で過ごした後、3歳の時にフランスのブリアンソンに住むヴィアノ夫妻の養子となった。スキーインストラクターである父親のアンドレア・ヴィアノの下、スキーを始めた。しかし、2018年にはフランス代表となる夢は叶わないと感じ、スキーをやめることも考えていた。
ところが、翌2019年、16歳のヴィアノの元に、自身もアルペンスキー選手でありハイチ・スキー連盟の創設者で会長のジャン＝ピエール・ロイから、ハイチ生まれのアルペンスキー選手を探しているのでハイチ代表にならないかと打診の電話があった。ヴィアノはこのことについて、当初は友人のいたずらと思ったが、インターネットで検索してみたところハイチ・スキー連盟が実在することを知った、と語っている。
その後、ヴィアノは申し出を受け入れ、同年の夏にハイチのパスポートを取得。11月には国際スキー連盟からハイチ代表への移籍の承認を得た。
2021年アルペンスキー世界選手権にハイチ代表として出場し、男子回転では予選通過後の本戦で途中棄権となったものの、男子大回転では35位という結果となった。
2022年北京オリンピックでは、ヴィアノはハイチ史上初の冬季オリンピック選手として出場を果たした。開会式では旗手を務めた。

## 主な戦績
| 年   | 大会                     | 開催地                     | 種目   | 順位 | 記録      | 備考 |
| ---- | ------------------------ | -------------------------- | ------ | ---- | --------- | ---- |
| 2021 | アルペンスキー世界選手権 | コルティーナ・ダンペッツォ | 大回転 | 35位 | 3分00秒48 |      |
| 2021 | アルペンスキー世界選手権 | コルティーナ・ダンペッツォ | 回転   | -    | 途中棄権  |      |
| 2022 | オリンピック             | 北京                       | 大回転 | -    | 途中棄権  |      |
| 2022 | オリンピック             | 北京                       | 回転   |      |           |      |